# Ratiomorph
Ratiomorph (lat. ratio ‚Rechnung‘, ‚Berechnung‘; ‚Erwägung‘, ‚Vernunft‘ und altgr. μορφή morphé ‚Form’, ‚Gestalt’, zusammen also 'vernunftähnlich') ist ein Begriff aus der Bewusstseinsforschung. Das Adjektiv bezeichnet ein vorbewusstes implizites Wissen oder Verhalten, das nicht dem reflektierten rationalen Denken entspringt, aber diesem ähnelt. Der Begriff des „ratiomorphen Apparates“ wurde von Egon Brunswik geprägt.
Er wird u. a. von Rupert Riedl in seinen Ausführungen zur evolutionären Erkenntnistheorie verwendet.  Er nennt es die erbliche Anleitung unserer Vernunft, zu deutsch der gesunde, unreflektierte Hausverstand. Weiter sagt er zur Entstehung: Die Evolutionslisten reden darum von einem dem individuellen Wissensgewinn vorgegebenen ratiomorphen (vernunftsähnlichen) Apparat, der zur Meisterung der Lebensprobleme unserem Verstand vorgegeben ist. Wir verstehen sein Zustandekommen ebenso wie seine Übereinstimmung mit der Welt als ein Produkt der Anpassung.
Wolfgang Butzkamm definiert: Mit „ratiomorph“ bezeichnen wir alle jene Leistungen im Bereich des Lebendigen, bei denen Informationen aus der Umwelt sowie aus der eigenen Innenwelt des Organismus aufgenommen und verarbeitet werden, ohne daß dabei eine bewußte Vernunft beteiligt wäre. Konrad Lorenz nennt ihn den „angeborenen Lehrmeister“.
Ratiomorph ist z. B. die Fähigkeit, aufrecht zu gehen (worüber wir nicht nachdenken müssen) oder die Universalgrammatik nach Noam Chomsky, die „eingebauten“ Fähigkeiten, grundlegende Strukturen einer Sprache zu beherrschen.